# Rangers (chaussure)
Pour les articles homonymes, voir Ranger.
 (octobre 2012).
Si vous disposez d'ouvrages ou d'articles de référence ou si vous connaissez des sites web de qualité traitant du thème abordé ici, merci de compléter l'article en donnant les références utiles à sa vérifiabilité et en les liant à la section « Notes et références ».

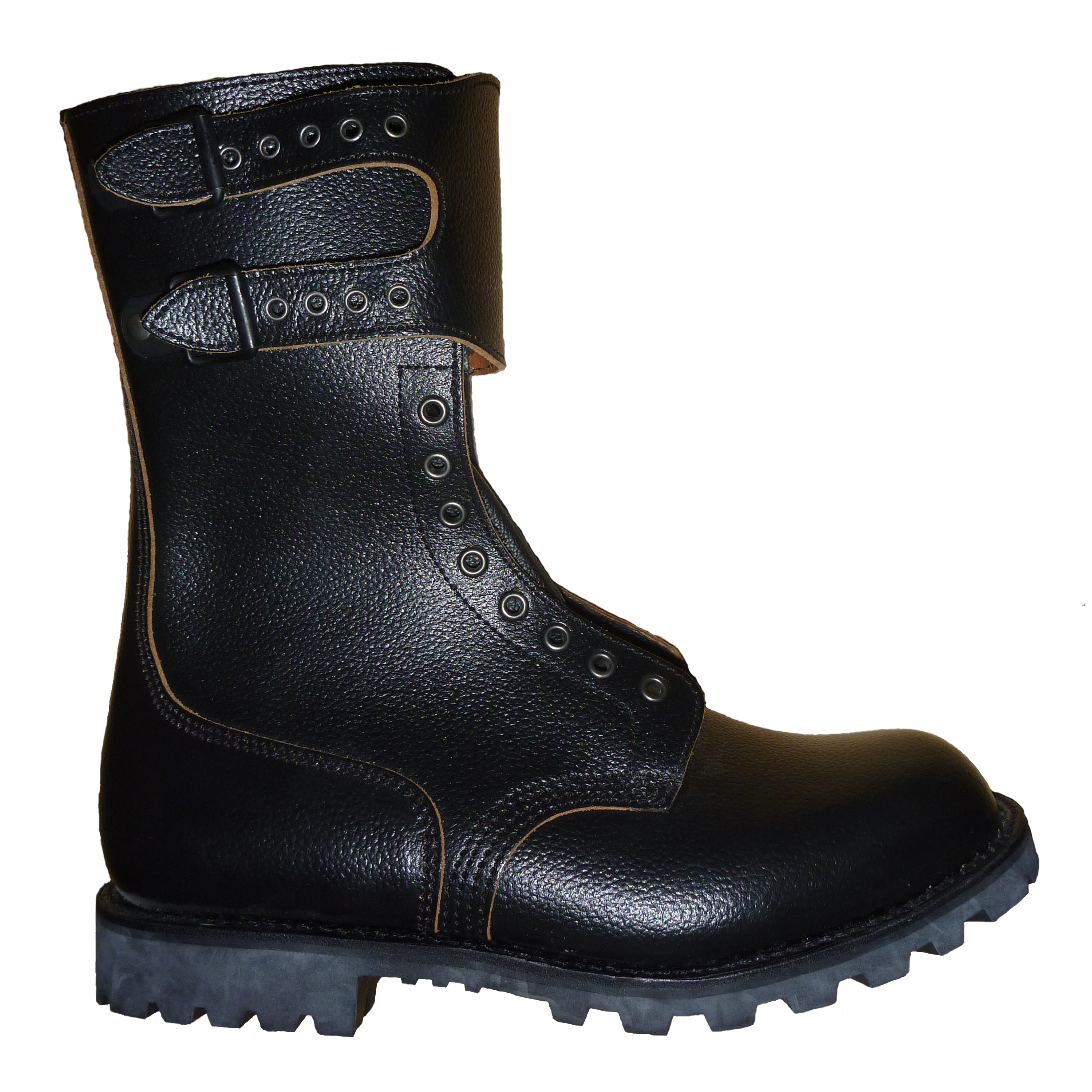
Rangers en cuir neuve, modèle réglementaire en usage dans l'Armée française (dits BMJA) dont les lacets ne sont encore pas mis (pointure 45).

Les rangers ou bottes de combat sont des chaussures montantes, qui soutiennent les chevilles grâce à un système de guêtron fermé par une ou deux boucles à ardillon. Elles sont utilisées principalement par les militaires. Dans l'armée française, l'appellation administrative est « Brodequin de Marche à Jambières Attenantes » (BMJA). En argot français, ces bottes sont aussi appelées « rangeots » (prononcé 'randjo' /ʁɑ̃dʒo/)

## Мodèle 1965
Ce modèle de chaussures offre quatre avantages. D'abord, il permet une plus grande étanchéité et évite d'avoir à rajouter une paire de guêtre ou de jambières. Ensuite, il limite la possibilité pour des cailloux ou des corps étrangers d'entrer dans la chaussure ce qui pourrait blesser le pied. Puis, il renforce la cheville et limite les possibilités de traumatisme, notamment les torsions, lors des sauts en parachute ou dans les terrains difficiles. Enfin, l'épaisseur de leur semelles parfois renforcée de plaques métalliques permet, d'une part, de protéger les pieds et les malléoles des objets blessants, pierres aiguës, pièges à picots et limite les traumatismes causés par la marche sur les articulations des membres inférieurs et du bassin et aussi de la hanche.
Par rapport aux bottes, les bottes de combat sont plus proches du pied et de la cheville. Elles évitent donc les frottements contre la peau. En revanche, elles sont relativement lourdes, une paire de rangers réglementaire modèle 1965 de l'Armée française pèse plus de 1,900 kilogramme et prennent du temps à lacer. C'est pourquoi, des mécanismes de laçage rapide ont été mis au point par la troupe comme le laçage dit « commando » qui saute un œillet sur deux.
En outre, les boucles à ardillon peuvent s'accrocher aux suspentes de parachute, crever les canots pneumatiques et déchirer les bas de pantalons. Enfin, le serrage de la cheville peut entraîner des problèmes circulatoires eux-mêmes générateurs de varices, d'affaiblissements ou de régressions musculaire localisés. Elles sont confectionnées en cuir de bovin épais et peuvent comprendre des pièces en tissu ou être doublées d'une membrane micro-poreuse pour assurer leur imperméabilité. Pour l'usage professionnel, certaines paires sont renforcées avec des structures en cellulose voire en métal à l'image des chaussures de sécurité. Ces renforts évitent l'écrasement de la pointe de pied lors d'une chute d'objet lourds ou du percement de celle-ci.
Les policiers et les gendarmes sont également dotés de rangers (appelés chaussures de type commando).
Les pompiers utilisent des bottes résistantes au feu lors des interventions.

## Coûts
Les bottes de combat peuvent être coûteuses : il faut compter environ 120 euros pour acheter une vraie paire de rangers neuves à double boucle.[réf. nécessaire]
Mais des occasions ou des copies civiles peuvent être 3 à 4 fois moins chères, tout en ayant une apparence équivalente au modèle de différentes armées, le modèle britannique étant le plus copié. 

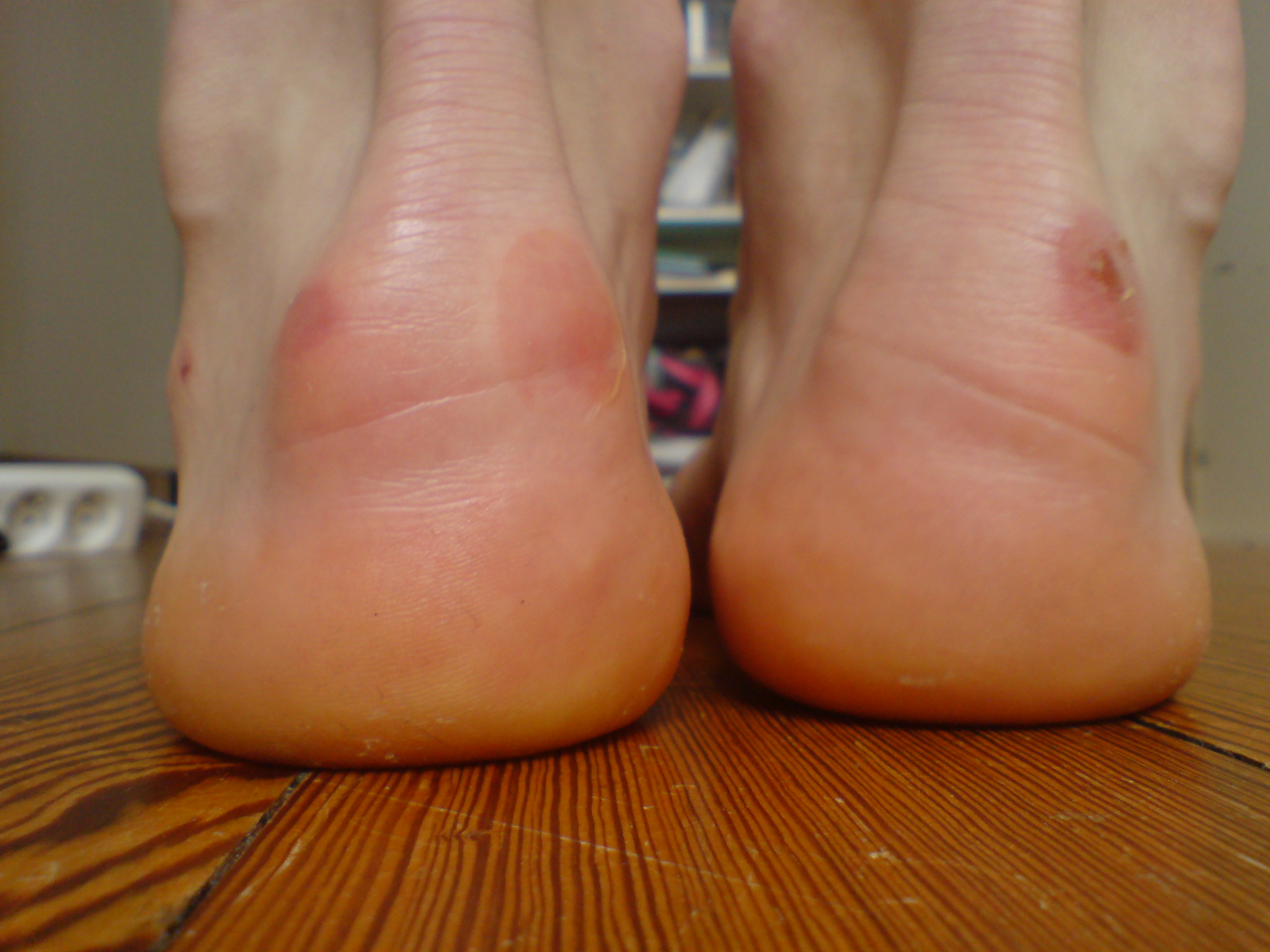
Lésions aux pieds à la suite d'une marche d'une vingtaine de kilomètres avec des rangers pas encore formées aux pieds.

## Effets
Les rangers étaient faites à l'origine de cuir rigide naturel côté peau, qui prenaient du temps avant de « prendre la forme » du pied. Pour limiter ce phénomène, le brodequin était graissé. Lors de marches militaires, il était fréquent que les nouveaux soldats souffrent d'ampoules à la suite d'un frottement prolongé notamment au niveau du tendon d'Achille. Un adage militaire dit que « c'est le pied qui se forme à la chaussure ». Aujourd'hui, le cuir est plus souple et les chaussures sont souvent rembourrées et doublées avec du cuir ou du tissu, mais beaucoup moins rustiques, donc moins solides. De plus, pour éviter les blessures au niveau du cou-de-pied, des ouvertures d'assouplissement sont pratiquées.
La tendance est de revenir à la chaussure qui laisse la cheville libre éventuellement complétée par une paire de guêtres pour assurer l'étanchéité.

## Histoire
Le terme de rangers date de la fin des années 1950 et caractérise le modèle de brodequins dit « à jambière attenante » modèle 1952 distribué dans les armées à partir de 1956. Au départ, il s'agit d'une paire de brodequins à lacets normaux qui arrivent à la cheville à laquelle on a rajouté un « guétron » de cuir qui se ferme par des sanglons et une ou plusieurs boucles à ardillon. Dans l'armée française le modèle 1961 voit la fusion entre la jambière et le brodequin par prolongation de la tige en une seule pièce. Puis, avec le modèle 1965, le cuir s'assouplit et la semelle en caoutchouc, désormais soudée, s'épaissit. Par extension, il désigne l'ensemble des brodequins militaires à tige montante à lacets. Le terme « botte de saut » ou « chaussure de combat » est aujourd'hui utilisé.

### Chronologie des équipements français
- Le brodequin modèle 1917 sera fabriqué jusqu’en 1957, avec une semelle cloutée ou avec semelle caoutchouc, il est surtout distribué à la coloniale après 1945.
- Le brodequin modèle 1952 à jambière attenante ou «rangers»
- Les premières rangers modèle 1952 sont de simples brodequins avec un « guêtron » en cuir cousu sur le haut de la tige. Les seconds modèles (à partir de 1961) seront d'un seul tenant avec la tige.
- Les rangers modèle 1952 ne seront distribués qu'après 1955, histoire d'épuiser les stocks de brodequins existants.
- Les rangers modèle 1952 sont couleur fauve à l'état neuf, elles deviennent noires à partir des années 1970.

## Photos

Modèles règlementaires des armées de certains pays
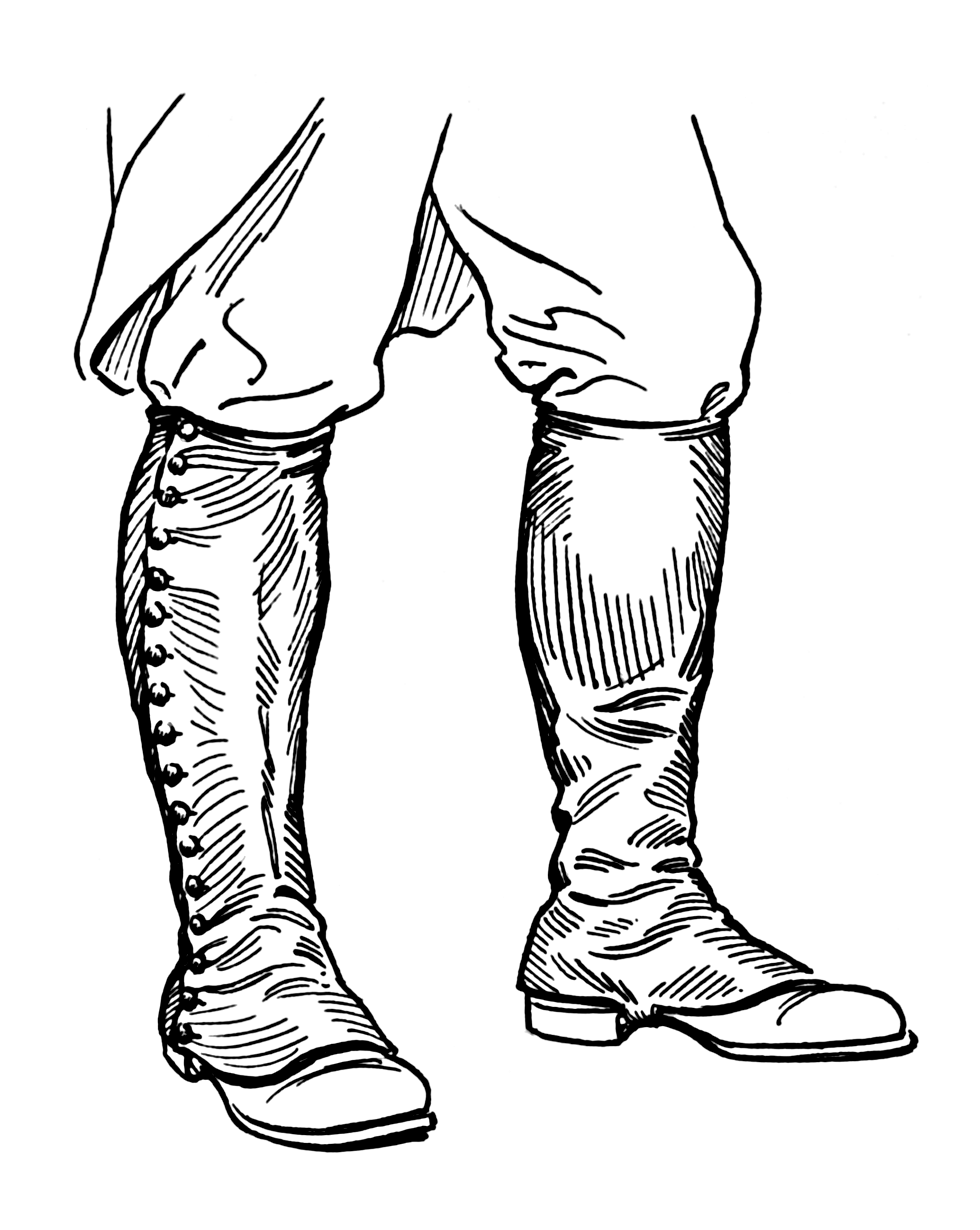
Ancêtre des rangers utilisée dès l'Ancien régime puis sous la Révolution, l'Empire et tout le long du XIXe siècle décliné jusqu'à la fin des années 1960 par l'ensemble brodequin et guêtres issus de l'armée américaine.
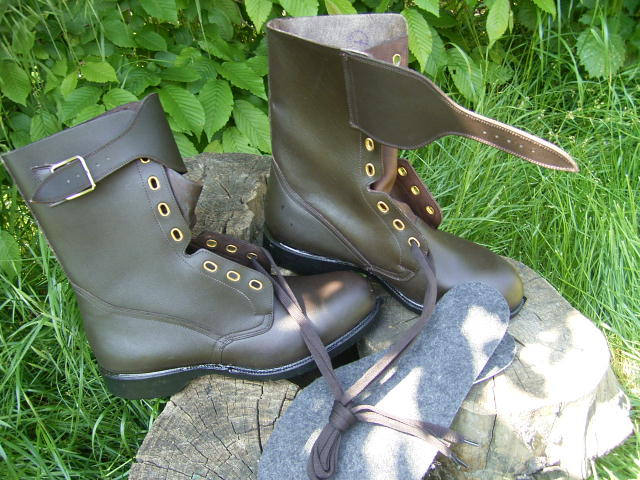
Rangers en service dans l'Armée hongroise.
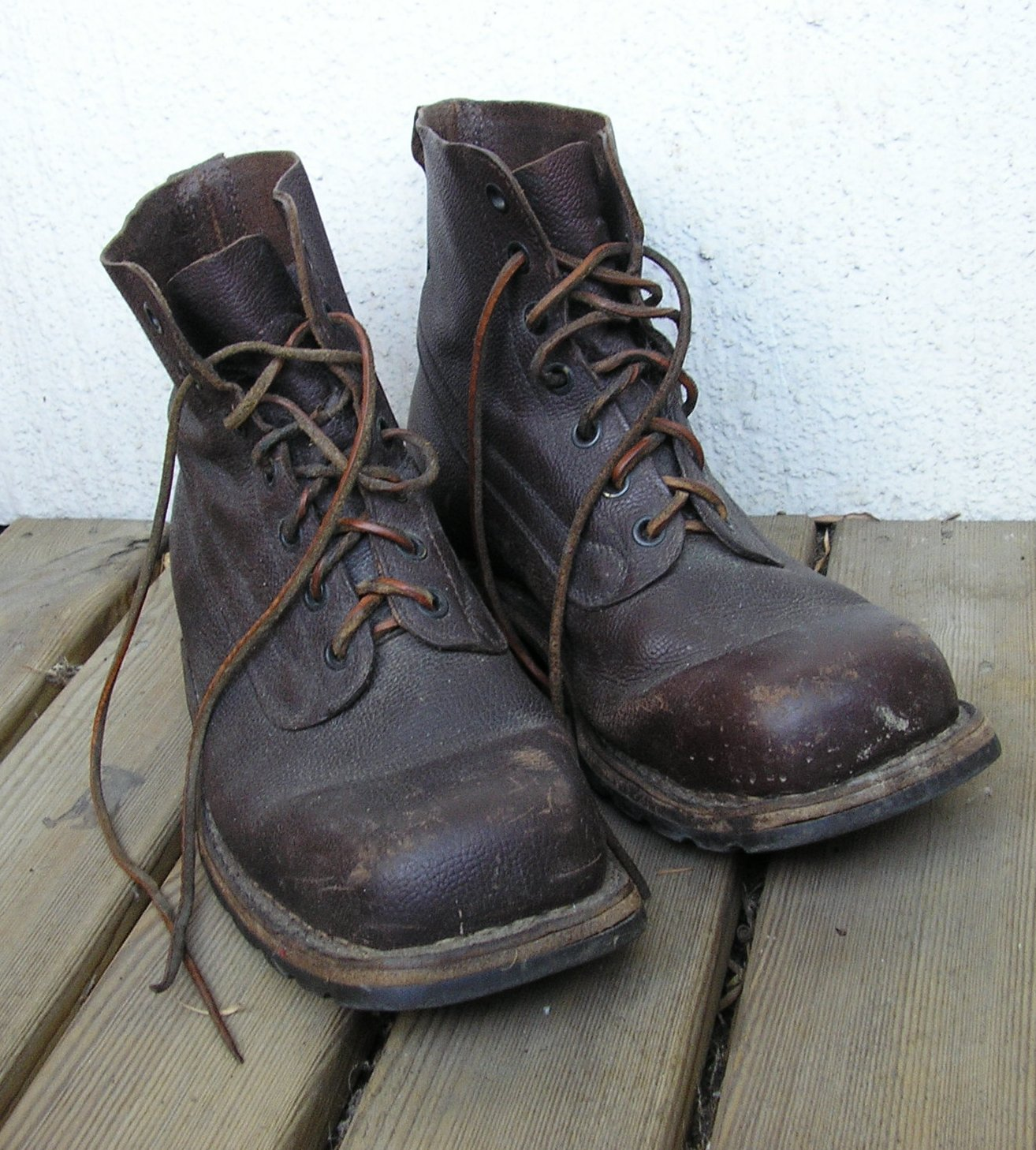
Rangers utilisés par l'Armée suédoise en 1968.
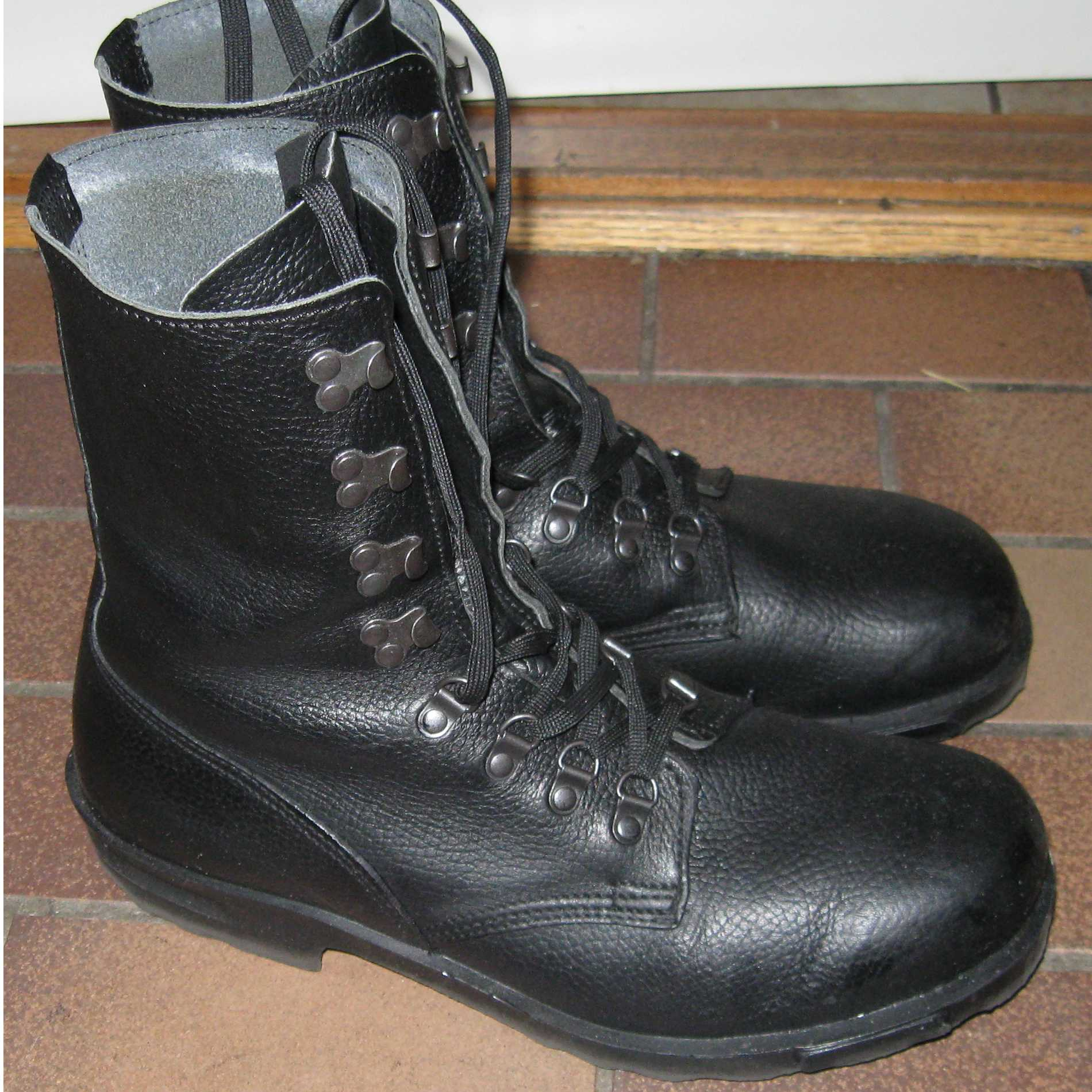
Modèle norvégien
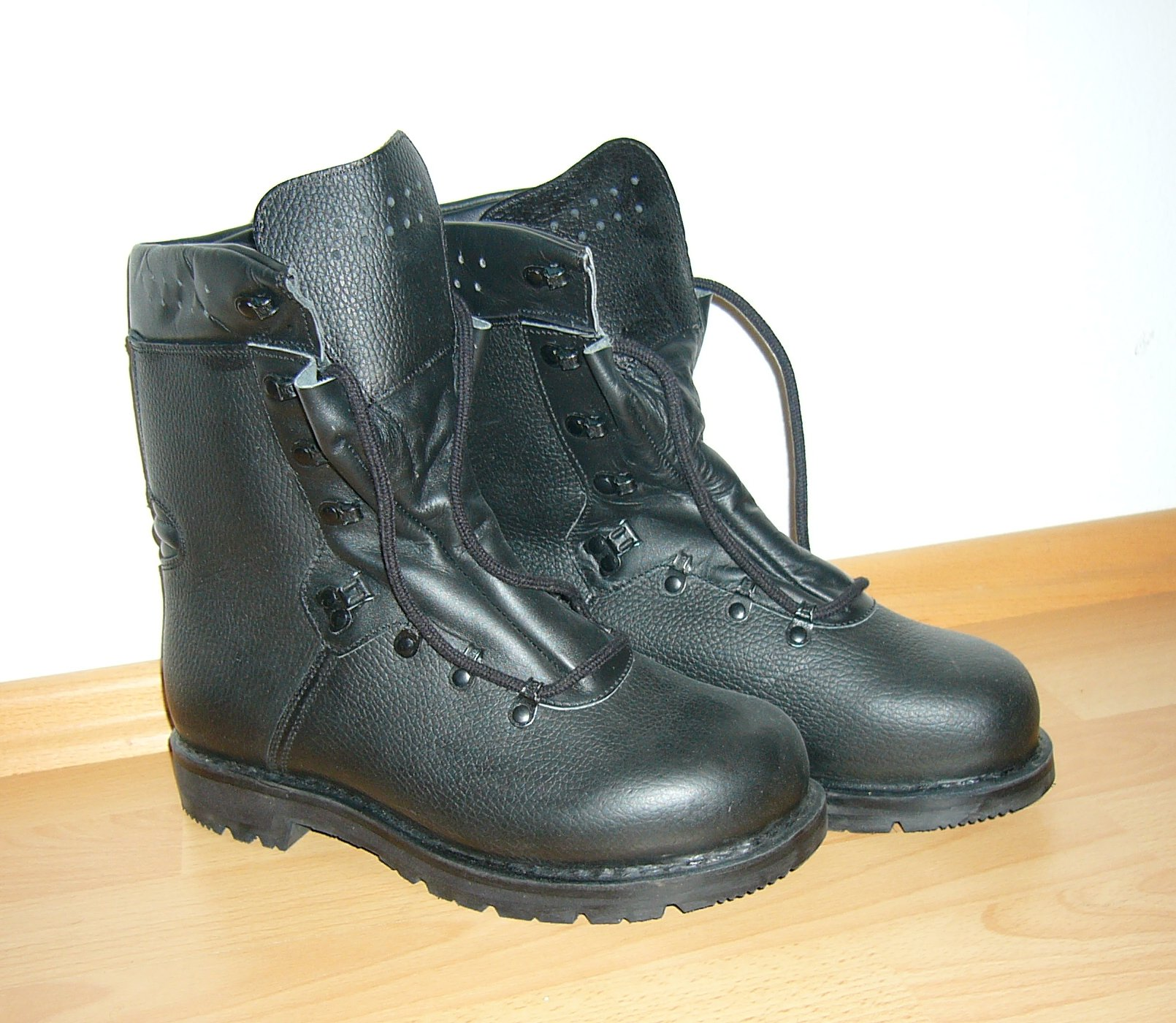
Rangers de la Bundeswehr (Allemagne).
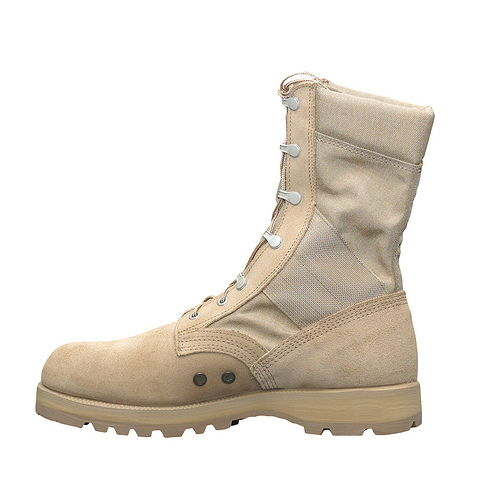
Un des modèles américains
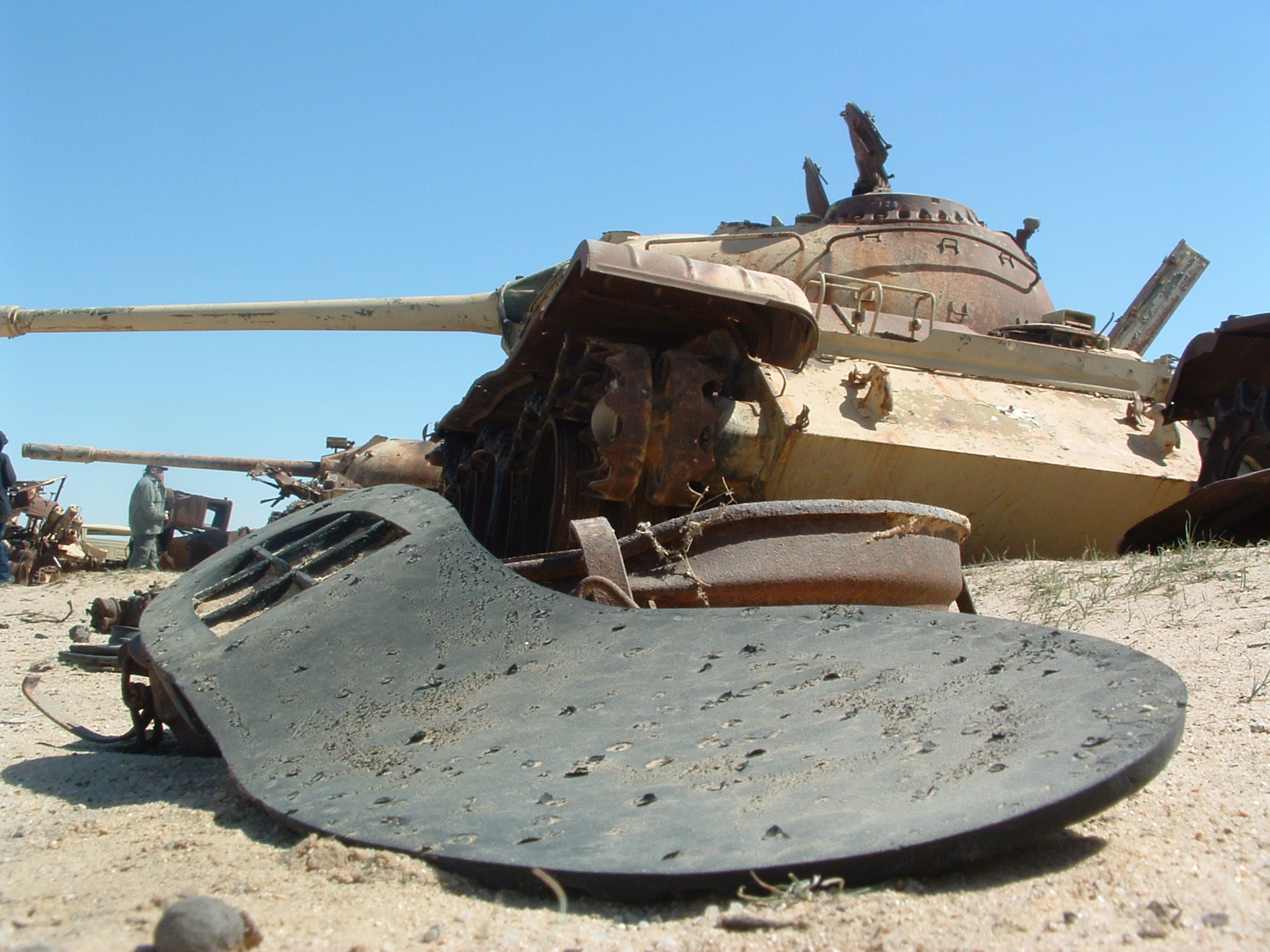
Reste de rangers après l'explosion d'un T-55 lors de la guerre du Golfe
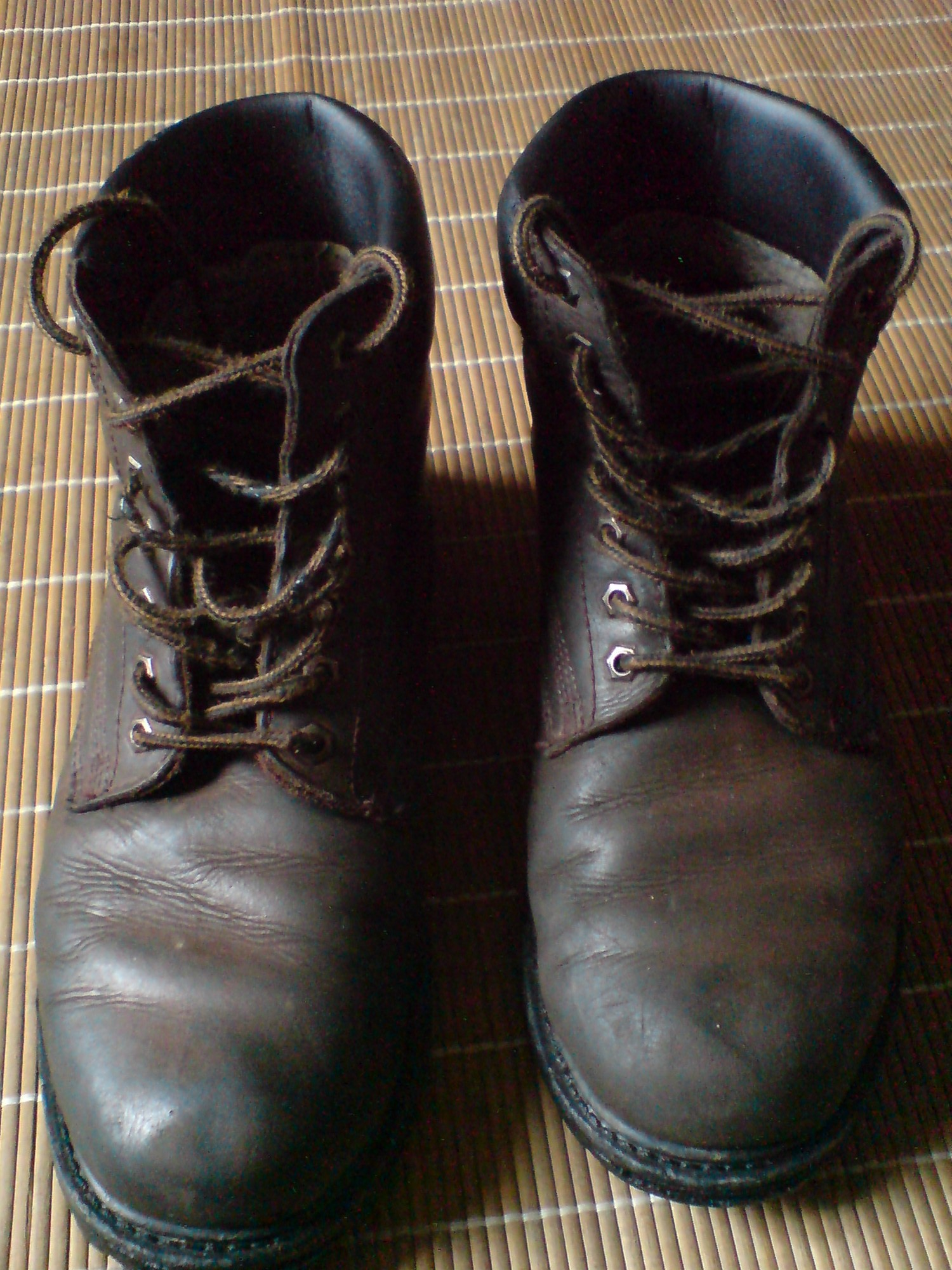
Rangers à faible soutien de la cheville (chaussures civiles)

### Comment distinguer l'original
Le marquage de chaussures originales est fait en forme de cercle, avec l'indication du trimestre, de l'année de production, du fabricant et la ville où est située l'usine de fabrication. Le marquage est généralement de couleur blanche, si la partie interne de la chaussure est grise. Si à l'intérieur de la chaussure se trouve une doublure de cuir brune, le marquage est généralement effectué au moyen d'un tampon de peinture de couleur foncée ou en relief, à chaud. 
Le marquage est également l'une des caractéristiques qui permet de distinguer les vraies chaussures Rangers des militaires français de toutes sortes de contrefaçons et copies. Sur la semelle se trouve un marquage "Made in France". Également présent, un marquage sous la semelle détachable (numéro de série et des numéros de référence, l'année et le nom du fabricant). 
Les villes où se trouvaient les usines de chaussures de l'armée française et les producteurs sont le plus souvent Marbot (Neuvic) et Argueyrolles (Brive-la-gaillarde ou Vitré),  mais également, de manière moindre, Bally (Moulins) et Tortora (Marseille).

### Comment porter des chaussures
Lorsque vous enfilez des chaussures le talon doit être bien placé à l'intérieur des chaussures, les fermetures à boucles et les lacets doivent être solidement fixés, et les chaussures doivent encercler les jambes de manière serrée, mais pas trop. Dans les régions où on rencontrent de nombreux insectes, il faut soigneusement vérifier et nettoyer la surface intérieure des chaussures avant de les porter. La saleté et la poussière doivent être nettoyées à l'aide d'une brosse. Les crèmes pour chaussures ne sont pas recommandées, mieux vaut essuyer de temps en temps les chaussures avec de l'huile de ricin. Si la chaussure est douloureuse, on peut appliquer une crème, uniquement sur peau sèche.

## Lacets
Un bon laçage est important, pour bien maintenir le pied. Ci-dessous sont répertoriées différentes méthodes de laçage pour les Rangers. Lacets recommandés : entreprise Ecco 44043/122, d'une longueur de 130 cm, épais lacets de grande longueur fabriqués à partir de Cordura. 
Laçage Rangers Legion - faire un nœud à une extrémité du lacet, passer le lacet en commençant par l’œillet, côté boucles. Terminer en enroulant le lacet autour de la boucle la plus haute.
Laçage commando - cette méthode, qui saute un œillet sur deux, est la moins douloureuse pour le pied. Le serrage et le desserrage des lacets est rapide. Les lacets se croisant à l’intérieur, les bottes peuvent fléchir plus aisément.
Laçage en échelle - méthode très esthétique, utilisé parfois pour le défilé militaire. Le lacet est tissé horizontalement et verticalement pour former une « échelle sécuritaire ». Elle forme un laçage solide et assure un bon maintien.
Laçage croisé - laçage typique retrouvé dans la plupart des chaussures civiles.
Pour prolonger la durée de vie des lacets, ils peuvent être enduits. Privilégier les lacets ronds, et non plats, d'une longueur de 120 à 160 cm, le surplus pouvant être inséré dans la jambière. Lors des parades, des lacets blancs sont généralement portés.

## Мodèle 1961
Brodequins à jambière attenante modèle 1952 modifié 1956 en cuir naturel.
La semelle et le talon, en caoutchouc noir garnis de nombreux crampons moulés, sont cousus.
La jambière rapportée est cousue par une série de trois piqûres horizontales à la partie supérieure du quartier. Elle est doublée de basane fauve.
Sur le côté, deux pattes de serrages à boucle métallique.En 1952, apparaît une chaussure baptisée d'abord brodequin de marche à jambière attenante. Elle s'inspire du "combat boot M43" américain. C'est un brodequin modèle 1946 sur la tige duquel on a ajouté et cousu une jambière en cuir d'environ 9 centimètres de hauteur. Le quartier ferme par un lacet de tissu plat passant dans huit œillets de chaque côté; la jambière se rabat sur le côté extérieur du mollet et ferme par deux languettes percées d'œillets et passant dans deux boucles à ardillon cousues sur le côté extérieur de la jambière. Il est ainsi possible de prendre dans la jambière le bas du pantalon. La semelle est celle des bottes de saut en caoutchouc moulé. Le renfort de talon se prolonge à l'arrière par une bande cousue jusqu'au bord supérieur de la jambière. Cette chaussure, aussitôt baptisée « ranger », est appelée à un long service dans l'Infanterie même mécanisée. Des modèles légèrement modifiés en d'infimes détails verront le jour jusqu'en 1956. Au lendemain de la guerre d'Algérie, le service central d'études et de réalisations de l'Intendance mettra en service le modèle 1965 en cuir noir.

## Aujourd'hui dans l'armée française
Depuis le 1er juillet 2007, les chaussures de combat type BMJA sont progressivement remplacées par des modèles de chaussures de marche haut de gamme et de gamme intermédiaire, adaptées aux besoins de chaque type de missions. En effet la chaussure de marche offre beaucoup plus d'avantages que la rangers militaire type BMJA car elle est à mi-chemin entre la chaussure de course et la chaussure de sécurité. Elle offre par exemple une membrane imper/respirant type Gore-Tex afin d'évacuer la transpiration pour garder les pieds au sec, une semelle anti-vibration qui absorbe les chocs, ou encore une légèreté plus ou moins importante selon le modèle. Ces caractéristiques seront déterminants dans le choix de la nouvelle chaussure de combat donnée en dotation aux soldats français. En 2015 le Centre d’expertise du soutien du combattant et des forces (CESCOF) fait définitivement ses adieux aux Rangers, en commandant pas moins de 185.000 paires de chaussures de combat de la marque allemande Haix. Mi-cuir, mi-tissu, elles possèdent toutes les caractéristiques citées précédemment, et sont d'ailleurs considérées par le ministère de la défense comme un "produit hors du commun qui rivalise sans aucune difficulté avec les meilleures paires de chaussures proposées aujourd’hui aux professionnels de l’action.",,,

## L'histoire de Chaussure style  militaire dans la mode[7]
L’histoire de chaussure style militaire dans la mode remonte à plusieurs décennies, voire des siècles, avec des influences qui se sont étendues bien au-delà des champs de bataille. Prenons le cas de la période post-Seconde Guerre mondiale, où l’esthétique militaire a émergé comme une réaction aux bouleversements sociaux et politiques. À cette époque, les éléments des uniformes militaires, tels que les bottes de combat et les vestes de camouflage, sont devenus des symboles de rébellion et de contre-culture.
Par ailleurs, il est intéressant de noter que l’influence militaire dans la mode n’est pas limitée à une seule époque. Au fil des décennies, elle a été réinterprétée et réinventée par divers designers et mouvements artistiques. Ainsi, que ce soit dans les années 1940 avec le look pin-up inspiré des uniformes de l’US Navy .De même, dans les années 1990 avec la popularisation des motifs camouflage dans la mode urbaine. Le style militaire a continuellement marqué son empreinte sur l’industrie de la mode.
En outre, il convient de souligner que l’esthétique militaire n’est pas seulement présente dans les vêtements, mais aussi dans les accessoires et les chaussures. Les influences des bottes de combat, des bottines et des baskets inspirées du militaire sont omniprésentes dans les collections de nombreux designers et marques de chaussures.

## Faut-il choisir une chaussure militaire ou une botte militaire[8]?
Choisir entre chaussures militaires et bottes militaires dépend de vos besoins spécifiques. Les chaussures offrent légèreté et polyvalence, parfaites pour des activités légères. Tandis que les bottes assurent une protection accrue, idéales pour des terrains difficiles.
Cependant, des critères tels que: le type d’activité, le niveau de protection, les conditions climatiques, et le confort, peuvent vous aider à faire un choix éclairé entre chaussure militaire et botte militaire
Que vous préfériez la mobilité des chaussures militaires ou la robustesse des bottes militaires, l’essentiel est de trouver des chaussures qui s’adaptent à votre mode de vie. Dans l’équilibre entre style et fonctionnalité, les chaussures militaires et les bottes militaires restent des compagnons essentiels pour toutes vos aventures.